# Vescovato (Alta Córsega)
Vescovato é uma comuna francesa na região administrativa de Córsega, no departamento da Alta Córsega. Estende-se por uma área de 17,52 km². 